# Joan Standing
Joan Standing (ur. 21 czerwca 1903, zm. 3 lutego 1979) – angielska aktorka, występowała w roli pielęgniarki w amerykańskim filmie Dracula (1931). W latach 1919–1943 pojawiła się w 63 filmach. Pod koniec życia wyemigrowała do USA.

## Filmografia[1]
- The Loves of Letty (1919)
- Silk Hosiery (1920)
- Lorna Doone (1922)
- Oliver Twist (1922)
- Pleasure Mad (1923)
- Happiness (1924)
- Counsel for the Defense (1925)
- Chciwość (Greed, 1924)
- The Skyrocket (1926)
- The Campus Flirt (1926)
- The College Hero (1927)
- Beau Sabreur (1928)
- Home, James (1928)
- Street of Chance (1930)
- Dracula (1931)
- The Age for Love (1931)
- Jane Eyre (1934)